# مهندسی سطح
مهندسی سطح، زیرشاخه‌ای از علم مواد است که با سطح ماده جامد سر و کار دارد. این زمینه کاربردهایی در شیمی، مهندسی مکانیک، و مهندسی برق (به ویژه ارتباط با تولید نیمه‌رساناها) دارد. جامدها از یک ماده اصلی تشکیل شده‌اند که توسط یک سطح پوشش داده می‌شود. سطحی که ماده اصلی را محدود می‌کند فاز سطحی نام دارد. این سطح به عنوان یک رابط بین ماده با محیط اطراف عمل می‌کند. ماده اصلی در یک جامد فاز حجیم نام دارد. فاز سطحی جامد با محیط اطراف تعامل دارد. این تعامل می‌تواند با گذر زمان به فرسایش فاز سطحی منجر شود. فرسایش زمانی فاز سطحی می‌تواند ناشی از سایش، زنگ‌زدگی، خستگی و خزش باشد. مهندسی سطح نیز تغییر ویژگی‌های فاز سطحی به منظور کاهش فرسایش زمانی است. این کار با تقویت سطح در برابر محیطی که در آن استفاده می‌شود، انجام می‌شود. این امر یک ماده مقرون به صرفه برای طراحی مستحکم فراهم می‌کند. طیف موضوعاتی که نمایانگر طبیعت متنوع زمینه مهندسی سطح است، شامل فناوری‌های آبکاری، فناوری‌های نانو و نوظهور می‌شود.
مهندسی سطح شامل کاربرد تکنولوژی‌های سنتی یا نوین عملیات حرارتی یا دیگر عملیات سطحی نظیر انواع روش‌های پوشش‌دهی بر روی مواد و قطعات حساس مهندسی به منظور دستیابی به بک ماده مرکب با خواصی است که در هیچ یک از مواد تشکیل دهنده مغز یا سطح قطعه به تنهایی وجود ندارد. اغلب دیده شده که تکنولوژی‌های مختلف سطحی را بر روی قطعات مهندسی از پیش طراحی و ساخته شده اعمال می‌کنند. مهندسی سطح عبارت است از طراحی و ساخت قطعه با علم به اینکه چه نوع عملیات سطحی یا عملیات حرارتی سطحی قرار است بر روی آن انجام گیرد.
اصطلاح مهندسی سطح (Surface Engineering) از اوایل دهه ۱۹۸۰ متداول گردید و به عنوان پایه مشخصی که بسیاری از میدان‌های مهندسی، فیزیک و علم مواد را در خصوص قطعات صنعتی پوشش می‌دهد، در نظر گرفته شد.
زمان کوتینگ (شناوری): مدت زمانی که طول می کشد تا سطح یک قطعه فلزی توسط یک ماده شیمیایی پوشش داده شود را زمان کوتینگ گویند. (min)
سطح قطعات صنعتی، مهم‌ترین بخش آن است، زیرا بسیاری از شکست‌ها، از سطح شروع می‌شود. لذا، حفاظت و مقاوم‌سازی سطح از مسائل بسیار حساس و تعیین‌کننده کیفیت و عمر قطعات و در نهایت، کارآیی یک واحد تولیدی و بهای تمام شده محصول می‌باشد.
انگیزه برای توسعه و گسترش عملیات حرارتی سطحی و مهندسی سطح تا حدودی بر می‌گردد به پیشرفت‌های سریع و وسیع در تکنولوژی‌هایی نظیر لیزر، پرتو الکترونی، عملیات حرارتی شیمیایی، تولید و بکارگیری پدال‌ها، انواع روش‌های لایه‌نشانی، نوآوری در رابطه با پوشش‌های مهندسی و هچنین کاشن بیرونی و روش‌های نوین دیگر. علاوه بر این منشا و مبانی و اصول مهندسی سطح را باید در تکنولوژی‌های سنتی عملیات حرارتی سطحی نظیر تبرید سریع بمنظور سخت کردن، کربن‌دهی و نیتروژن‌دهی آلیاژ‌های آهن جستجو کرد. ده‌ها سال است که طراحان قطعات مهندسی در تمام بخش‌های تولیدی صنایع با استفاده از فرایند کنترل شده تبدیل آستنیت به مارتنزیت به‌طور موضعی بر روی سطح قطعات توانسته‌اند آلیاژهای آهنی مرکب تهیه کنند به نحوی که مجموعه ساخته شده به دلیل خواص ویژه و منحصر بفرد آن در هیچ یک از نواحی سطحی یا حجمی به تنهایی قابل حصول نمی‌باشد.
ظهور تکنولوژی‌های نوین سطحی برای اولین بار این فرصت استثنایی را برای مهندسان فراهم کرد که بتوانند قطعات ساخته شده از آلیاژهای غیر آهنی و حتی مواد غیرفلزی را نیز تحت عملیات سطحی قرار دهند. بدین ترتیب دامنه کاربرد مهندسی سطح گسترش یافته و نه تنها آلیاژهای آهنی بلکه آلیاژهای غیر آهنی و حتی در مواردی مواد غیرفلزی و پلیمر‌ها را نیز در برگرفته‌است.

## کاربردها

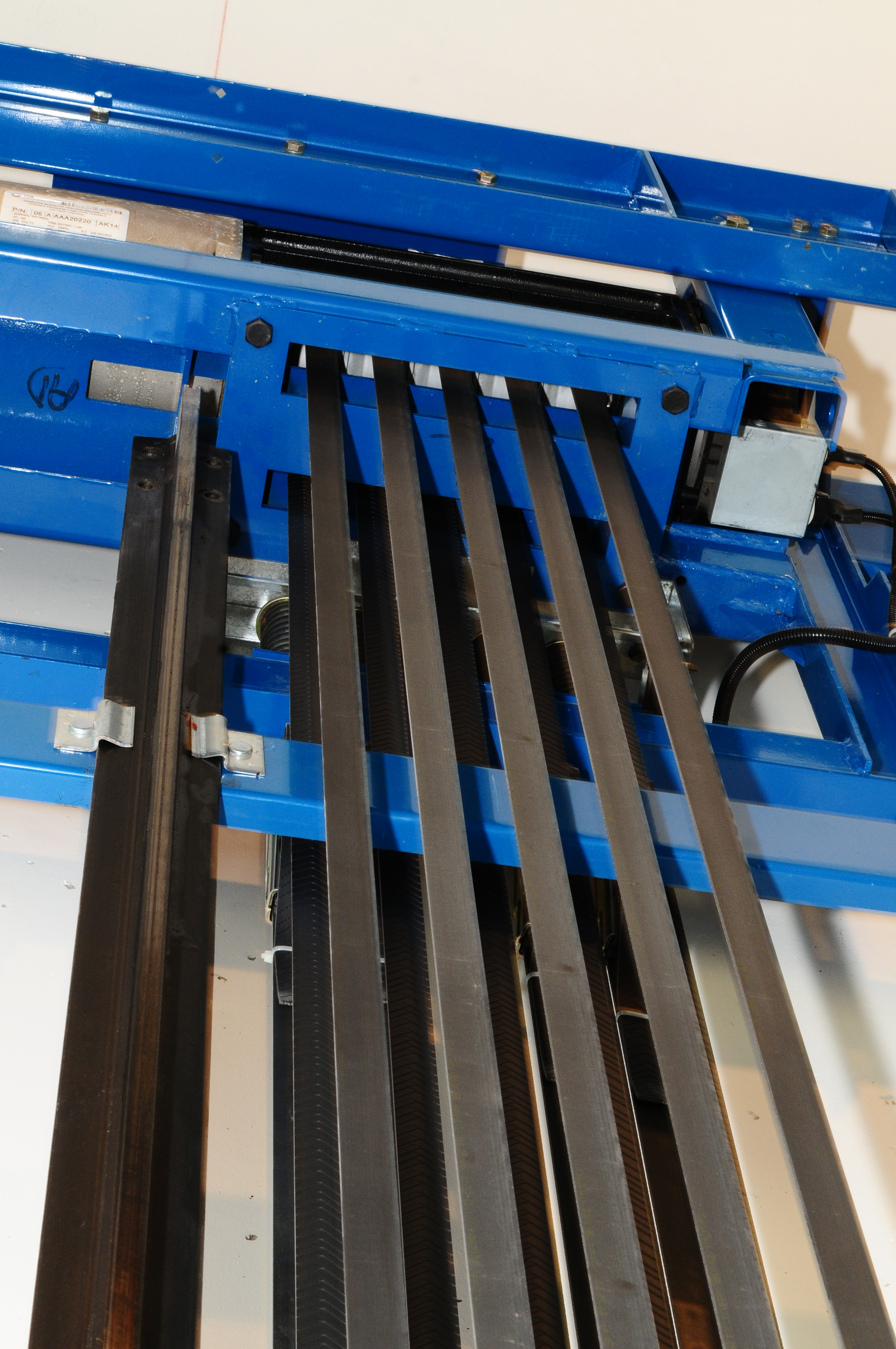
فولاد با روکش پلی اورتان

تکنیک‌های مهندسی سطح در صنایع خودروسازی، هوافضا، موشک، انرژی، الکترونیک، پزشکی، نساجی، نفت، پتروشیمی، شیمی، فولاد، سیمان، ابزارهای ماشین‌کاری و صنعت ساخت و ساز، از جمله روسازی، به کار گرفته می‌شوند. این تکنیک‌ها قادر به توسعه ویژگی‌های کارکردی متنوعی هستند، از جمله ویژگی‌های فیزیکی، شیمیایی، الکتریکی، الکترونیکی، مغناطیسی، مکانیکی، مقاوم به سایش و مقاوم به خوردگی در سطوح زیرپایه مورد نیاز. تقریباً هر نوع ماده، از جمله فلزات، سرامیک‌ها، پلیمرها و کامپوزیت‌ها، می‌توانند بر روی مواد مشابه یا نامشابه روکش شوند؛ همچنین امکان تشکیل روکش‌هایی از مواد نوین نیز وجود دارد برای مثال، فلزات شیشه‌ای، نیترید کربن بتا، رسوبات دارای ترکیبات درجه‌بندی شده، رسوبات چندجزئی و غیره.

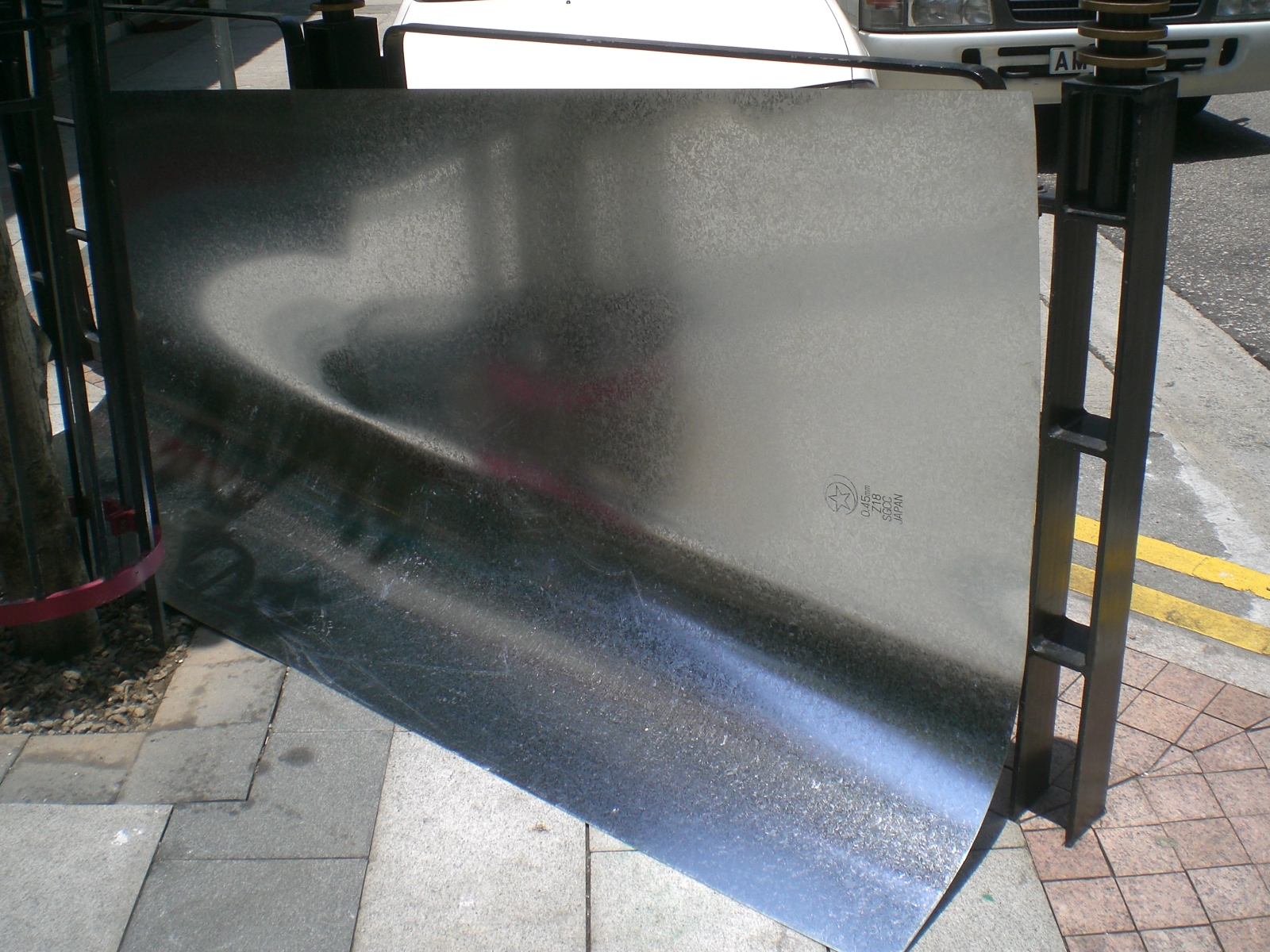
فولاد با روکش روی

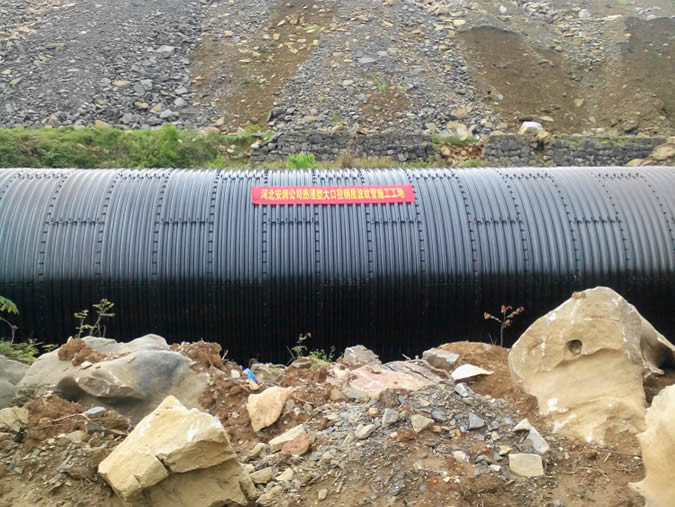
لوله با پوشش پلاستیکی

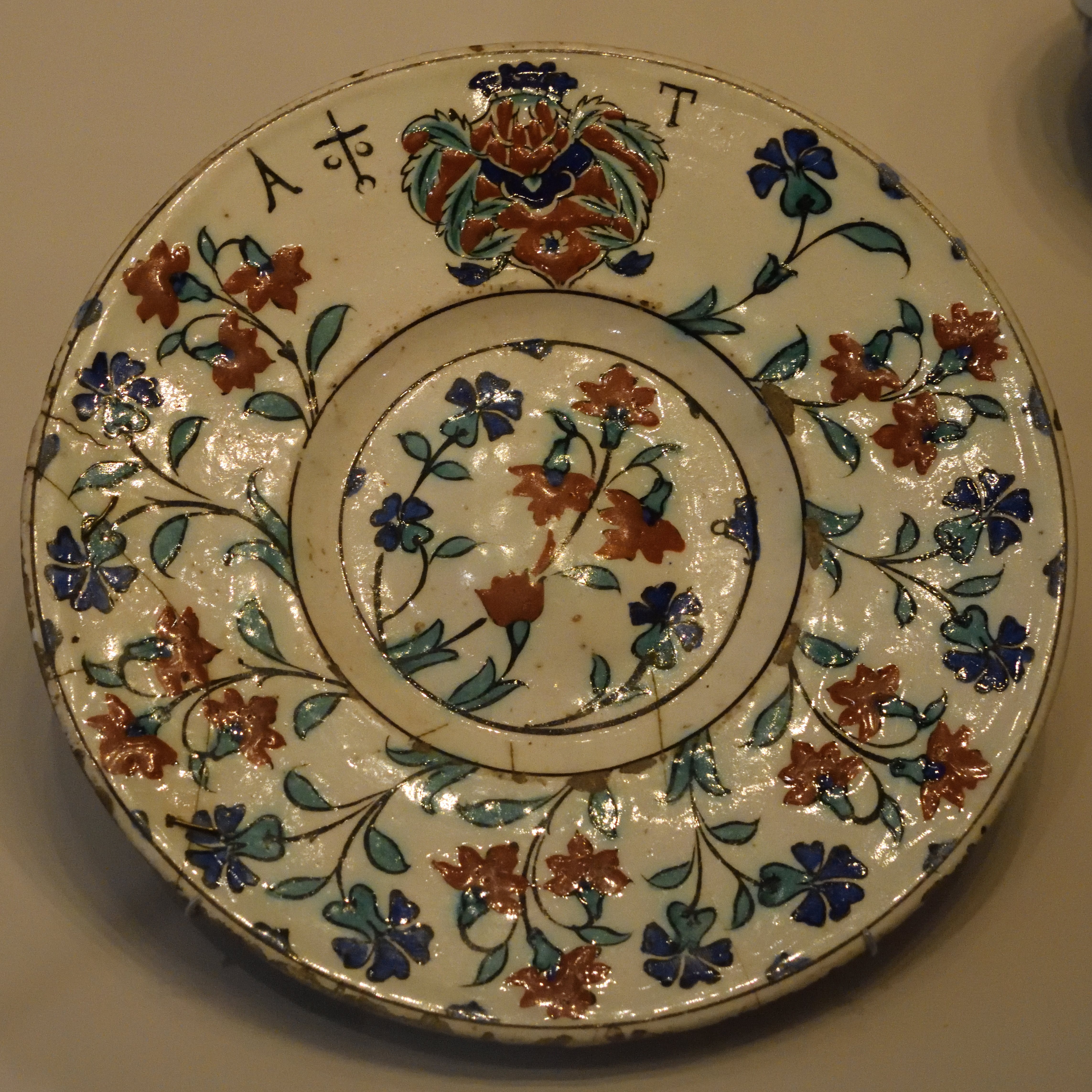
بشقاب با روکش سرامیک

در سال 1995، مهندسی سطح یک بازار ۱۰ میلیارد پوندی در انگلستان بود. روکش‌ها برای افزایش مقاومت سطح در برابر فرسایش و خوردگی، تقریباً نصف بازار را تشکیل می‌دادند. در سال‌های اخیر، تغییرات اساسی در حوزه مهندسی سطح رخ داده است، فرآیندهای نو همچون رسوب‌گذاری فاز بخار، نفوذ، اسپری حرارتی و جوش با استفاده از منابع گرمایی مثل لیزر، پلاسما، پرتو خورشید، مایکروویو، اصطکاک، احتراق ناگهانی، یون، الکترون در نقاط پالسی، قوس پالسی، جرقه و القا جایگزین فرایند قدیمی الکتروپلیتینگ شده اند.
تخمین زده شده است که خسارت ناشی از فرسایش و خوردگی در ایالات متحده حدود 500 میلیارد دلار است. در ایالات متحده، حدود 9524 واحد صنعتی (شامل صنایع خودروسازی، هواپیما، انرژی و ساختمان) وابسته به سطوح مهندسی شده هستند که از 23466 صنعت حمایت می‌کنند. در سراسر جهان، حدود 65 مؤسسه آموزشی و تحقیقاتی در حوزه مهندسی سطح فعالیت دارند. 

## تکنیک‌های تمیزکاری سطح
تمیزکاری سطح، به عبارت دیگر تمیزکاری خشک، یک تکنیک تمیزکاری مکانیکی است که برای کاهش زباله‌های سطحی، گرد و غبار، مدفوع حشرات، رسوبات و یا سایر تجمعات سطحی استفاده می‌شود. (برای حفاظت از کاغذ، در تمیزکاری خشک از حلال‌های آلی استفاده نمی‌شود.) تمیزکاری سطح ممکن است به عنوان یک تکنیک تمیزکاری مستقل مورد استفاده قرار گیرد، معمولاً در اولین مرحله برای یک درمان سطحی جامع‌تر، یا به عنوان مقدمه‌ای برای درمان‌های بیشتر (مانند غوطه‌وری آبی) که ممکن است باعث جا ماندن گرد و خاک در الیاف کاغذ شود، مورد استفاده قرار گیرد.

### هدف
هدف از تمیزکاری سطح، کاهش احتمال آسیب به آثار کاغذی، از طریق حذف مواد خارجی که ممکن است خردکننده، اسیدی، نم‌بینی یا تخریب‌آور باشند؛ است. همچنین تصمیم برای حذف خاک سطحی ممکن است به دلایل زیبایی باشد؛ زمانی که با دیده شدن تصاویر یا اطلاعات تداخل دارد. در این تصمیم، باید تعادلی بین مراقبت احتمالی از هر شیء و ممکن بودن مشکلات مرتبط با تمیزکاری سطحی برقرار شود.

## انواع عملیات مهندسی سطح
- افزودن ماده به سطح: رسوب دادن سطحی شامل افزودن ماده‌ای با ترکیب شیمیایی متفاوت از زمینه به سطح قطعه است که برخی از روش‌های آن شامل آبکاری الکتریکی ، پوشش‌دهی بدون استفاده از جریان برق، رسوب دادن از فاز بخار فیزیکی یا شیمیایی و پاشش حرارتی می‌باشد.
- تغییر ساختار میکروسکوپی سطح: دراین روش بدون تغییر ترکیب به کمک روش‌هایی مانند عملیات حرارتی به یکی از روش‌های شعله‌ای، القایی یا لیزری ساختار میکروسکوپی سطح تغییر خواهد کرد. دراین روش‌ها عمدتاً سختی سطحی بدست آمده و با انتخاب روش و کنترل پارامترها می‌توان عمق سختی را کنترل نمود.
- تغییر شیمیایی سطح: فرایند تغییر در فلز پایه سطح به شکل غیرفلزی بدون افزودن ماده‌ای جدید یا تغییر ابعاد است که خواص متفاوت از خواص اولیه به سطح خواهد داد. سخت کردن توسط عناصر بین نشینی اکسیژن، نیتروژن و کربن و بور به صورت نفوذی از این جمله‌اند.

## مزایای زیست‌محیطی
استفاده از تکنیک‌های مهندسی سطح در اجزا منجر به افزایش عمر مفید (به عنوان مثال، افزایش مقاومت در برابر خوردگی) و بهبود کارایی (به عنوان مثال، با کاهش اصطکاک) می‌شود که به طور مستقیم منجر به کاهش انتشارات مرتبط با آن اجزا می‌شود. بکارگیری فناوری های نوآورانه مهندسی سطح در بخش انرژی پتانسیل کاهش انتشار سالانه CO2 را تا 1.8 گیگا تن در سال 2050 و 3.4 گیگا تن در سال 2100 دارد.

## جستار وابسته
- علم مواد
- علم سطح
- مترولوژی سطح
- سوده‌شناسی